# Жером Вальке
Жером Вальке (фр. Jérôme Valcke; нар. 6 жовтня 1960, Париж) — французький журналіст, бізнесмен і футбольний функціонер, генеральний секретар ФІФА у 2007—2016 роках.

## Біографія
Народився 10 жовтня 1960 року у Парижі. Почав свою кар'єру як журналіст французької телекомпанії Canal+. З 1991 по 1997 рік обіймав посаду заступника начальника спортивного відділу редакції. У 1997 році став головним виконавчим директором каналу Sport+, де працював до 2002 року. 
Влітку 2003 року Вальке перейшов на роботу в ФІФА у Цюрих і зайняв позицію директора з маркетингу і телебачення. На засіданні Виконавчого комітету ФІФА 27 червня 2007 року Вальке був затверджений як новий генеральний секретар організації. Вальке став першим генеральним секретарем ФІФА з 1956 року, не народженим у Швейцарії. 
17 вересня 2015 року відсторонений від виконання своїх обов'язків у зв'язку з підозрами в корупції при продажу квитків на чемпіонат світу з футболу 2014 року. 9 січня 2016 року надзвичайний комітет ФІФА звільнив Жерома Вальке з посади генерального секретаря ФІФА.

## Особисте життя
Одружений, має двох дітей.